# لندن بزرگ

لندن بزرگ (به انگلیسی: Greater London) یکی از نواحی و یکی از شهرستان‌های انگلستان است که شامل شهر لندن نیز می‌شود. لندن بزرگ در سال ۱۹۶۵ میلادی به وجود آمد
این ناحیه بالاترین سرانه تولید ناخالص داخلی را در میان پادشاهی متحده داشته و مساحت آن نیز ۱٬۵۷۲ km² (۶۰۹ مایل مربع) بوده و جمعیت آن در سال ۲۰۱۱، ۸٬۱۷۴٬۰۰۰ نفر است.

## جمعیت

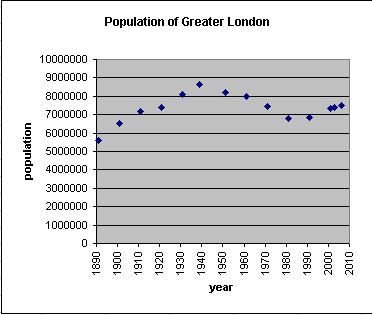
نمودار جمعیت لندن بزرگ از سال ۱۸۹۰ تا ۲۰۱۰

| ۱۸۹۱ | ۵–۶ آوریل         | ۵٬۵۷۲٬۰۱۲       |
| ۱۹۰۱ | ۳۱ مارس – ۱ آوریل | ۶٬۵۰۶٬۹۵۴       |
| ۱۹۱۱ | ۲–۳ آوریل         | ۷٬۱۶۰٬۵۲۵       |
| ۱۹۲۱ | ۱۹–۲۰ ژوئن        | ۷٬۳۸۶٬۸۴۸       |
| ۱۹۳۱ | ۲۶–۲۷ آوریل       | ۸٬۱۱۰٬۴۸۰       |
| ۱۹۳۹ | برآورد اواسط سال  | ۸٬۶۱۵٬۲۴۵       |
| ۱۹۵۱ | ۸–۹ آوریل         | ۸٬۱۹۶٬۹۷۸       |
| ۱۹۶۱ | ۲۳–۲۴ آوریل       | ۷٬۹۹۲٬۶۱۶       |
| ۱۹۶۵ | تشکیل لندن بزرگ   | تشکیل لندن بزرگ |
| ۱۹۷۱ | ۲۵–۲۶ آوریل       | ۷٬۴۵۲٬۵۲۰       |
| ۱۹۸۱ | برآورد اواسط سال  | ۶٬۸۰۵٬۰۰۰       |
| ۱۹۸۸ | برآورد اواسط سال  | ۶٬۷۲۹٬۳۰۰       |
| ۱۹۹۱ | برآورد اواسط سال  | ۶٬۸۲۹٬۳۰۰       |
| ۲۰۰۱ | برآورد اواسط سال  | ۷٬۳۲۲٬۴۰۰       |
| ۲۰۰۲ | برآورد اواسط سال  | ۷٬۳۶۱٬۶۰۰       |
| ۲۰۰۳ | برآورد اواسط سال  | ۷٬۳۶۴٬۱۰۰       |
| ۲۰۰۴ | برآورد اواسط سال  | ۷٬۳۸۹٬۱۰۰       |
| ۲۰۰۵ | برآورد اواسط سال  | ۷٬۴۵۶٬۱۰۰       |
| ۲۰۰۶ | برآورد اواسط سال  | ۷٬۵۱۲٬۴۰۰       |
| ۲۰۰۹ | برآورد اواسط سال  | ۷٬۷۵۳٬۶۰۰       |